# 光端机
光端机介绍
光端机一般是指PDH光端机，PDH是指“准同步数字系列”（Plesiochronous Digital Hierarchy），简称PDH。
准同步数字系列的系统，每个节点上都分别设置高精度的时钟，每个时钟的精度还是有一些微小的差别，但这些时钟的差别不能超过规定的范围。这种同步方式是“准同步”不是严格意义上真正的同步。不通时钟速率对应不同的数据速率，PDH中最常见的速率是E1 2.048Mbps.
光端机是将准同步的电信号经过编码、调制，使电信号在光纤上传输，从而实现远距离的传输。光端机多时候指的是E1速率相关的设备。

## 光端机种类
光端机按速率、容量、用途可以分为不容种类的光端机。

### E1  PDH光端机
将E1数据通过光纤传输，不同的容量又分为1E1光端机，4E1光端机，8E1光端机，16E1 光端机。E1光端机也可以和以太网数据一起传输。

#### 电话光端机
电话光端机把模拟电话信号进行数字化编码，然后把这些语音信号调制进不同的E1时隙(timeslot)中，再把E1信号调制到激光中，从而实现电话信号的在光纤中的远距离传输。
按电话容量的大小，常见的电话光端机有单路/4路/8路/16路/30路电话光端机。
电话光端机也可以同时传输电话，以太网数据和E1数据，形成多业务传输。

### 管理型光端机和非管理光端机
为了便于对光端机运行的状态监控以及一些功能的配置，有些高级光端机配备了网络管理功能，配备了管理功能，运营人员可以很方便的进行设备工作状态的检测和远程配置。有两种常见的管理方式，一种是CONSOLE管理，这种方式比较简单，局限性在于需要输入命令行。另一种是管理是可视化的管理同时支持远程管理。